# Yuriorkis Gamboa
Yuriorkis Gamboa Toledano (* 23. Dezember 1981 in Guantánamo, Kuba) ist ein kubanischer Profiboxer und ehemaliger IBF und WBA-Weltmeister im Federgewicht.

## Amateur
2003 gewann Yuriorkis Gamboa die Panamerikanischen Spiele, bei der Amateurweltmeisterschaft in Bangkok (Thailand) verlor er gegen den Lokalmatadoren und späteren Sieger Somjit Jongjohor knapp im Viertelfinale.
Im Jahr 2004 wurde Gamboa bei den Olympischen Spielen in Athen Olympiasieger im Fliegengewicht.
Er schlug dabei den Moldauer Igori Samoilenco, nahm am thailändischen Weltmeister Jongjohor Revanche, besiegte den Russen Georgi Balakschin, den für Deutschland startenden Rustam Rahimov und im Finale Vizeweltmeister Jérôme Thomas aus Frankreich. Im gleichen Jahr gewann er auch den Chemiepokal in Halle. Nach eigenem Bekunden war seine wirtschaftliche Lage aber so angespannt, dass er sogar seine Goldmedaille verkaufte, um eine Geburtstagsfeier für seine zweijährige Tochter auszurichten.
Bei den Amateurweltmeisterschaften 2005 in Mianyang erreichte er im Federgewicht einen dritten Platz. Er unterlag dort im Halbfinale gegen den für Bulgarien angetretenen Alexei Schaidulin, da er, nach Punkten zum Zeitpunkt des Kampfabbruches in Führung liegend, wegen einer Platzwunde aus dem Kampf genommen wurde.
Amateurerfolge
- 2000: Kubanischer Meister im Halbfliegengewicht
- 2003: Kubanischer Meister im Fliegengewicht
- 2003 1. Platz Amerikanische Spiele im Fliegengewicht
- 2004: Kubanischer Meister im Fliegengewicht
- 2004: Olympiasieger im Fliegengewicht
- 2005: 3. Platz Weltmeisterschaft im Federgewicht
- 2006: Kubanischer Meister im Federgewicht

## Profikarriere
Zum Jahreswechsel 2006/2007 setzte sich Yuriorkis Gamboa mit seinen Kollegen Odlanier Solís und Yan Barthelemí bei einem Trainingslager in Venezuela von der kubanischen Mannschaft ab und unterschrieb beim Hamburger Boxstall Arena Box-Promotion einen Profivertrag. Im April 2007 gab er in Hamburg sein erfolgreiches Profidebüt und überzeugte durch gute Boxtechnik und schnelle Reflexe. Seine ersten Profikämpfe bestritt er in Deutschland, bevor er nach Florida, einer Hochburg von Exilkubanern, umzog und seitdem auch vornehmlich in den USA boxte.
In seinem 15 Profikampf und weniger als zwei Jahre nach seinem Profidebüt gewann Gamboa die Interimsweltmeisterschaft der WBA im Federgewicht. Er besiegte den 37-jährigen Venezolaner José Rojas durch technischen K. o. in der zehnten Runde.
Am 10. Oktober 2009 besiegte er Whyber Garcia durch technischen K. o. in der 4. Runde und wurde damit offizieller WBA-Weltmeister. Am 11. September 2010 gewann er durch einstimmigen Punktesieg gegen Orlando Salido, zusätzlich den IBF-Weltmeistertitel. Daraufhin wurde sein WBA-Titel zum Super-WM-Titel aufgewertet.
Am 26. März 2011 wurde ihm der IBF-WM-Titel wieder entzogen, da er bei seiner Titelverteidigung gegen Jorge Solís nicht zum zweiten Wiegen erschienen war und man ihm eine Überschreitung des Gewichtslimits angelastet hatte. Am 11. Juni 2011 wurde ihm auch der WBA-SuperWM-Gürtel entzogen, da er durch den Verlust des IBF-Titels nicht mehr die Auflagen des WBA-Verbandes zum Besitz des Super-WM-Titels erfüllte.
Nach einer Pause von fast sechs Monaten, gewann er am 10. September 2011 in Atlantic City gegen Ex-Weltmeister Daniel Ponce de León (41-3). Schon von der ersten Runde an bestimmte der Kubaner das Kampfgeschehen und traf Ponce de Leon nach Belieben. In der achten Runde knallten die beiden Boxer mit den Köpfen zusammen, was zur Folge hatte, dass der Mexikaner über dem linken Auge eine stark blutende Platzwunde hatte, die nach 1:24 in der 8. Runde zum Abbruch des Kampfes führte. Nach Auswertung der Scorecards war Gamboa der klare Sieger des Kampfes. Im selben Jahr schlug er im Dezember den Philippinen Michael Farenas.
Im Juni 2013 gewann er einstimmig gegen Darleys Pérez (28-0). Ende Juni 2014 verlor er durch K. o. gegen Terence Crawford (23-0).